# Bernard Tapie
Bernard Tapie (26. ledna 1943 Paříž – 3. října 2021 Paříž) byl francouzský podnikatel, politik a občasný herec, zpěvák a televizní moderátor. Ve vládě premiéra Pierra Bérégovoye byl ministrem pro záležitosti měst.

## Život
Tapie se narodil v Paříži. Jako podnikatel se věnoval revitalizaci krachujících firem, z nichž nejznámější je Adidas (který vlastnil v letech 1990 až 1993). Byl také majitelem sportovních týmů: jeho cyklistický tým La Vie Claire vyhrál dvakrát Tour de France – v letech 1985 a 1986 – a jeho fotbalový klub Olympique de Marseille vyhrál čtyřikrát za sebou francouzské mistrovství a v roce 1993 i Ligu mistrů.
V roce 1994 byl Tapie trestně stíhán pro spoluúčast na korupci a ovlivňování svědků. Po mediálně známém případu státního zástupce Érica de Montgolfiera byl v roce 1995 odvolacím soudem v Douai odsouzen ke dvěma letům vězení, z toho k osmi měsícům nepodmíněně a třem letům odnětí občanských práv.
V roce 1995 se Tapie začal věnovat umělecké činnosti, protože nemohl realizovat své předchozí zájmy: byl v osobním bankrotu, a proto nemohl podnikat, byl prohlášen za nezpůsobilého kandidovat na politickou funkci a měl zákaz hrát fotbal. Nejdříve se začal věnovat filmu, ale později hrál i v divadle a zpíval.
V roce 2018 byla Tapiemu diagnostikována dvojitá rakovina (žaludku a jícnu). Později byl léčen ve Francii a v Belgii, částečně experimentální léčbou. Zemřel v Paříži 3. října 2021. Rodině kondoloval i prezident Emmanuel Macron.